# DID
DID (англ. Direct Inward Dialing — прямой внутренний набор) — возможность УАТС по маршрутизации входящих вызовов из телефонной сети общего пользования (ТФОП) напрямую на внутренний номер абонента, что позволяет использовать несколько городских линий для звонков значительно большему количеству внутренних абонентов телефонной сети организации. Сервис также может называться DDI (англ. Direct Dial-In — прямой набор номера или прямой входящий вызов).
Этот сервис применяется для подстановки правильного внешнего номера при исходящих вызовах и вызова пользователя обособленной телефонной сети организации без необходимости дополнительного донабора внутреннего номера.

## Описание технологии
В организациях обычно используются собственная АТС или услуга Centrex/Виртуальная АТС от оператора связи, у абонентов при этом применяются внутренние номера, доступные только в рамках этой организации. Обычно это подразумевает 3-, 4- или 5-значный план нумерации. Для соединения из ТФОП с абонентами организации используется внешний номер, предоставляемый оператором связи и назначаемый для телефонной линии, соединяющей коммутатор и УАТС, обычно 7-10-значный. Звонок по данному внешнему номеру обычно передаётся конкретному абоненту с внутренним номером (секретарю или оператору) или обслуживается специальным сервисом DISA или голосовым меню (IVR), которое позволяет выбрать внутреннего абонента или выполнить донабор внутреннего номера в тоновом режиме.
В системе DID вызывающий абонент при наборе городского номера может одновременно набрать и внутренний номер абонента. Таким образом, при вызове на городскую АТС поступает от 10 до 15 цифр, первые 7-10 из которых являются внешним городским номером, а последние 3-5 — внутренним номером вызываемого абонента. Городская АТС затем определяет по внешнему номеру необходимую городскую линию связи (транк) для вызова и также передаёт номер вызываемого абонента (dialed destination number, DNIS), который обычно содержит только последние цифры, являющиеся внутренним номером в УАТС. Таким образом УАТС может вызвать внутреннего абонента напрямую, без необходимости соединения с оператором или сервисом тонового набора. При этом нет необходимости выделять каждому внутреннему абоненту отдельный внешний телефонный номер и/или увеличивать количество транковых городских линий.
В США данная услуга была внедрена в 1960-х годах компанией AT&T, основываясь на более ранних разработках Deutsche Bundespost (сервис IKZ).

## Использование
В учрежденческих АТС при необходимости адресовать вызовы на некоторые номера внутренним абонентам без посредников.
На VoIP-шлюзах, которые соединяют ТФОП- и VoIP-сети. В конфигурациях этих шлюзов создаются диал-пиры — виртуальные объекты, которые определяют маршрутизацию телефонных звонков. Похожим образом выглядит маршрутизация IP-пакетов, где решение о маршруте принимается, исходя из DestinationIP — адреса назначения. И в том и другом случае имеют место две важные характеристики: источник и назначение. SourceIP-DestinationIP так выглядит условно IP-пакет и ANI-DNIS (Caller ID — Called ID) — так выглядит телефонный звонок.
Таким образом, определяются две различные модели поведения при прохождении телефонного звонка:
- шлюз принимает на себя звонок и выдаёт позвонившему длинный гудок или голосовое сообщение для донабора либо перенабирает номер, который будет указан как PLAR (англ. Private Line Automatic Ringdown);
- шлюз пропустит звонок «насквозь», если будет указано direct-inward-dial, и направит его в подходящий диал-пир согласно шаблону Called ID назначения (destination-pattern в терминологии Cisco) и/или шаблону Caller ID источника.

## Direct outward dialing
Комплементарным к DID является сервис DDO (англ. Direct Outward Dialing — прямой исходящий вызов) или Direct Dial Central Office (DDCO): УАТС подставляет в качестве отображамоего номера АОН (Caller ID) конкретный публичный номер при исходящих звонках внутреннего абонента УАТС в ТФОП.
Комбинация DOD/DDCO с DID позволяет сделать «прямой городской номер» наряду с внутренним (помимо прочего, это даёт адресату звонка возможность точного определения городского номера внутреннего абонента). УАТС подставляет в качестве CLI или Сaller ID тот же номер, который закреплён за внутренним номером абонента в DID.
Если не используется DOD/DDCO, обычно УАТС заполняет Caller ID общим номером, входящий звонок на который попадает голосовое меню, DISA, на секретаря или оператора центра обработки вызовов.